# The Wonderful Barn
The Wonderful Barn (irsky An Ghráinseach Iontach, tj. „Úžasná stodola“) je stavba z georgiánského období, která je součástí venkovského sídla Castletown House nedaleko města Leixlip v irském hrabství Kildare. Pětipatrová stavba má podobu komolého kužele a po jejím povrchu se ve šroubovici vine schodiště na horní vyhlídkovou plošinu s dekorativním cimbuřím. Věž je vysoká 22,25 metrů a její obvod u země dosahuje 35 metrů. Byla postavena z červených cihel a obložena vápencem, stěny jsou silné 60–90 cm. U jejího úpatí se nacházejí dvě menší věžičky. Na vrchol vede 94 schodů.
Pro svoji kuriózní podobu a nejasný účel je Wonderful Barn považována za folly. Nechala ji postavit roku 1743 majitelka zdejšího panství Katherine Conollyová, vdova po předsedovi irské Dolní sněmovny. Práci řídil místní architekt John Glin. Stavba měla místním obyvatelům dát možnost obživy v době hladomoru. S největší pravděpodobnosti měla také sloužit jako sýpka pro případ neúrody. Podle dalších teorií se budova dala využívat jako holubník (v té době byli holubi oblíbeným zdrojem masa mimo loveckou sezónu) nebo jako posed pro střelce.
Wonderful Barn je vyhlášena irskou národní památkou. Je populární turistickou atrakcí a v její blízkosti vede silnice M4 z Dublinu do Sligo. Od roku 2005 je věž majetkem rady hrabství Kildare a probíhají na ní údržbové práce.
Na dublinském předměstí Churchtown vznikla napodobenina této stavby, nazývaná Bottle Tower.